# Laminát s vláknovou výztuží

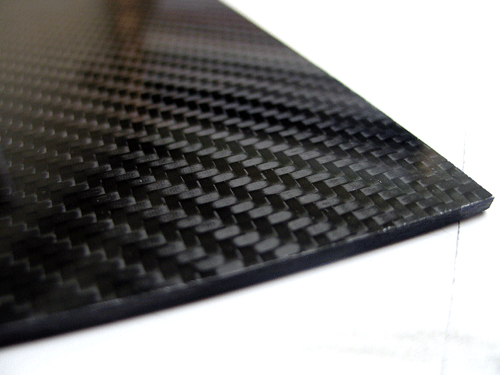
Laminát z uhlíkových tkanin slepených epoxidovou pryskyřicí

Laminát s vláknovou výztuží je materiál z nejméně dvou vrstev vláknových kompozitů slepených pryskyřicí a slisovaných do jednoho plošného útvaru.

## Materiálové složení
- Na výztuž (skelet) se používají nejčastěji skleněné, uhlíkové a aramidové prepregy, které sestávají z předimpregnovaných tkanin, rohoží nebo roun.

Fyzikální vlastnosti laminátů v závislosti na materiálu a formě výztuže:
| Výztuž. materiál      | sklo    | sklo    | uhlík   | uhlík    | aramid  | aramid  |
| Forma výztuže1)       | tkanina | rohož   | tkanina | rohož    | tkanina | rohož   |
| Pevnost v tahu (MPa)  | 330-400 | 590-680 | 560-650 | 950-1100 | 460-540 | 790-900 |
| Modul pružnosti (GPa) | 19-21   | 24-35   | 52-58   | 90-100   | 22-27   | 44-47   |
| Pevnost v tlaku (MPa) | 310-440 | 480-600 | 450-520 | 600-800  | 130-165 | 180-190 |
1) Výztuže v tabulce jsou plošné textilie:
– tkaniny v keprové nebo alasové vazbě s podílem 43 % na objemu laminátu nebo
– rohože z jednosměrně ložených filamentů s podílem 50 % na objemu laminátu
U laminátů s požadovanou jednostrannou tažnou pevností se kladou jednotlivé vrstvy nad sebou tak, aby vyztužovací vlákna probíhala v jednom směru.
U multidirekcionálních (quasi-izotropních) laminátů probíhají vlákna v jednotlivých plátech různým směrem a tím je umožněno mnohostranné zatížení výrobku.
- Jako pojivo se používají stejné pryskyřice jako při výrobě jednovrstvých kompozitů, nejčastěji z polyesteru, vinylesteru, epoxidu a fenolu.[4]

## Způsoby laminování a použití laminátů

### Ruční kladení za mokra, kontaktní laminování
Tkanina nebo rohož se prosycuje tekutou pryskyřicí pomocí štětce, stěrky nebo válečku.
Vyrobené díly se vytvrzují nejčastěji za studena, tj. při pokojové teplotě a dotvrzují při cca 80 °C. V Evropě je to dosud nejrozšířenější technologie laminování, vhodná i pro kusovou výrobu.

### Nanášení matrice do formy vstřikováním
Nákres vpravo znázorňuje funkci spraye při tomto částečně mechanizovaném ručním kladení: Tryskou (3) se protlačuje s pomocí kompresoru (4) směs pryskyřice s katalyzátorem (6) a aditivy (5). Nad tryskou je umístěno zařízení (1) na sekání rovingu (2) na krátká vlákna, která se přidávají do tekutiny vycházející z trysky. Z vyztužené tekutiny se tvoří stříkáním matrice na kompozitu uloženém v patřičné formě. Laminát se pak musí odvzdušnit (tlakem válečků) a vytvrdit

### Lisování za studena
Laminování v dvoudílné formě při normální teplotě. Tlak 0,3–10 kg/cm² je vyvozen mechanickým nebo hydraulickým lisováním.
Nejvýhodnější je sériová výroba s počtem 100-5000 dílců.

### Metoda vakuového vaku a metoda tlakového vaku
Tenká vzduch nepropouštějící fólie se pokládá na volný povrch ručně kladeného kompozitu, forma je evakuována a tlakem fólie dojde k vytlačení přebytečných bublin. Po vytvrzení se fólie strhne.
Hlavními aplikacemi jsou vojenské a letecké součásti
Příklad: Nádrž na zemní plyn s obsahem 24 l. Vnější stěna (5 mm) je kompozit ze skleněných vláken, osmimilimetrová mezistěna (matrice) je epoxid vyztužený grafitem a vnitřní vrstva je z polymerového kompozitu s tloušťkou 7 mm).

### Vytvrzování v autoklávu
Jedná se o vytvrzení kompozitu pomocí tepla a tlaku v uzavřené nádobě (autoklávu) s přesně řiditelnými parametry vytvrzování.
Typickými produkty jsou součásti křídel letadel, nosy letadel, trysky raket, elektronické součásti, teplotní štíty, atd.
Tato nákladná technologie se stále častěji nahrazuje při použití nízkoviskózních pryskyřic laminováním bez autoklávu.

### Kontinuální laminování
Proces spočívá v tom, že se na pohyblivé kontinuální lince deponuje výztuž, pryskyřice, katalyzátory, aditiva a vakuový pytel. Celá směs se zde kontinuálně tvaruje a vytvrzuje.
Hlavními aplikacemi laminátů jsou střešní krytiny, různé dělicí příčky a kapotáže klimatizace.

## Speciální druhy vláknových laminátů

### Desky naplošné spoje

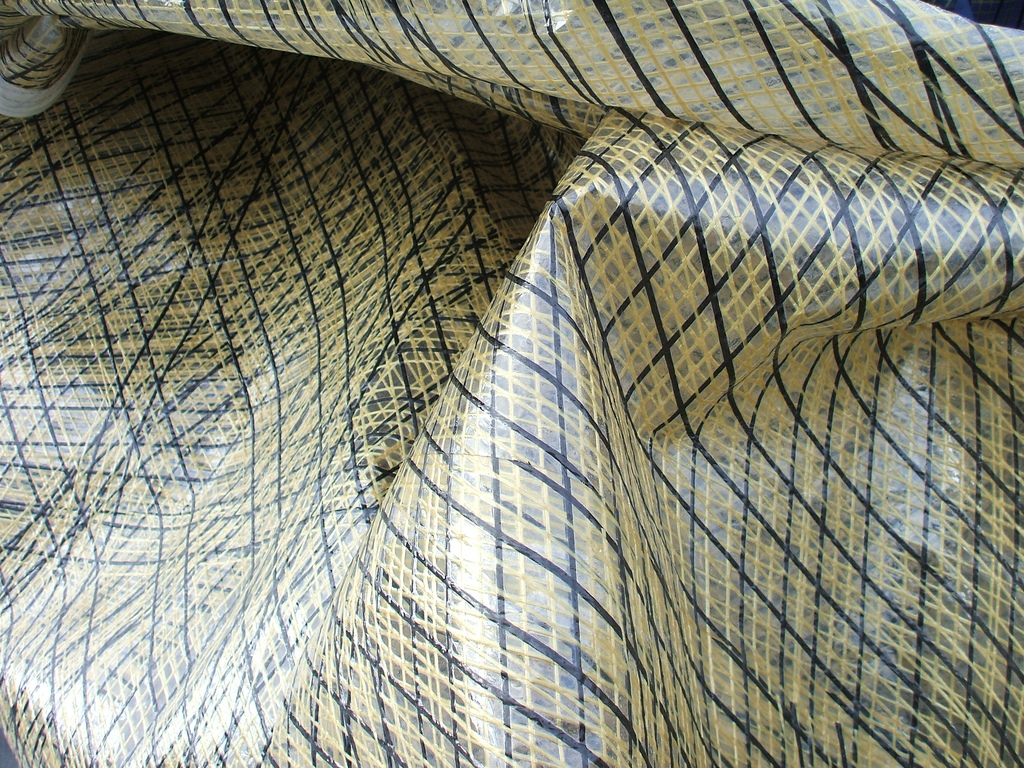
Lodní plachtovina z laminovaného prepregu

se vyrábí ze tkaných prepregů, které se slisují s jednou nebo dvěma vrstvami mědi, matrice (pojidlo) mezi tuhými vrstvami sestává z epoxidu, tvrdidla a urychlovače. Během lisování při teplotě 175 °C a tlaku 15-20 bar musí do laminátu stejnoměrně proudit přesně stanovené množství pryskyřice, vytvrzování pak trvá 45-60 minut. Povrch laminátu se opatřuje pájecím a ochranným lakem (fotopolymerem), který se vytvrzuje ultrafialovým zářením.

### Textilní lamináty
sestávají z jedné nebo více vrstev plošných textilií slepených navzájem nebo s jiným materiálem. K běžným druhům patří:
- Spojování několika vrstev oděvních textilií: svrchní tkanina nebo pletenina – membrána – podšívka, kde se s membránou slepuje jedna nebo obě textilní části výrobku (viz Gore-Tex, Sympatex).
- Lodní plachty z oboustranně laminované tkaniny (např. prepreg z uhlíkových a aramidových vláken na snímku vpravo)
- V odborné literatuře se za laminování někdy považuje také bonding (lepení pěnové fólie na textilii), zatímco část odborníků ztotožňuje bonding s technologií kašírování.[8]

## Klasická teorie laminátů
(angl. Classical Laminate Theory) se zabývá výpočtem tuhosti, pevnosti, tepelné roztažnosti a změn rozměrů způsobených vlhkostí absorbovanou matricí elementární vrstvy. Dělí se zpravidla na mikromechaniku, mechaniku orthotropní vrstvy, makromechaniku laminátu a teorii porušování laminátu.
Na základě této teorie byla vyvinuta řada počítačových programů, např. Compositor, ESAComp, LamiCens.